# Neophyllotocus xanthipennis
Neophyllotocus xanthipennis är en skalbaggsart som beskrevs av Britton 1957. Neophyllotocus xanthipennis ingår i släktet Neophyllotocus och familjen Melolonthidae. Inga underarter finns listade i Catalogue of Life.